# Гийас ад-дин Туглак-шах I
Гийас ад-Дин Туглак, Гийасуддин Туглак, или Гази Малик (Гази означает «борец за Ислам») (урду سلطان غیاث الدین تغلق شاہ‎) (? — февраль 1325) — первый султан Делийского султаната из династии Туглакидов (сентябрь 1320 — февраль 1325). Он основал город Туглакабад. Его правление было прервано через пять лет, когда он умер при загадочных обстоятельствах в 1325 году. Ему наследовал его сын и наследник Мухаммад ибн Туглак.

## Ранняя жизнь
Литературные, нумизматические и эпиграфические свидетельства свидетельствуют о том, что Туглак было личным именем султана, а не родовым обозначением. Его происхождение обсуждается среди средневековых историков, поскольку более ранние источники сильно расходятся в этом отношении. Придворный поэт Туглака Бадр-и Чач попытался найти генеалогию для его семьи, но это можно отвергнуть как лесть. Это ясно из того факта, что другой придворный Амир Хосров в своей книге" Туглук Нама" утверждает, что Туглак в начале своей карьеры называл себя незначительным человеком («Авара Мард»). Марокканский путешественник Ибн Батута утверждает, что Туглак принадлежал к «племени тюрков Карауна», жившему в холмистой местности между Туркестаном и Синдом. Источником Ибн Батуты для этого утверждения был суфийский святой Рукн-уд-Дин Абуль Фатех, но это утверждение не подтверждается никакими другими источниками. Фиришта, основываясь на расспросах в Лахоре, писал, что историки Индии и книги пренебрегли каким-либо четким утверждением о происхождении династии, но писали, что существует традиция, согласно которой отец Туглака был тюркским рабом более раннего делийского султана Балбана, а его мать происходила из рода джатов из Индии. Никакие источники не подтверждают это утверждение о его происхождении от джатов. Кроме того, историк Фузия Фарук Ахмед поддерживает утверждение Амира Хосрова о том, что Туглак не был рабом Балбанидов, потому что он не был частью старого дома султаната или знати Балбана, и вместо этого выразил свою лояльность к династии Хильджи, поступив на военную службу.
Различные источники дают различные отчеты о начале карьеры Туглака. Шамс-и Сирадж Афиф в своем «Тарих-и-Фируз Шахи» утверждает, что Туглак прибыл в Дели из Хорасана во время правления Ала ад-Дина Хильджи (1296—1316) вместе со своими братьями Раджабом и Абу Бакром. Однако собственный придворный Туглака Амир Хосров в своей Туглак Нама утверждает, что он уже присутствовал в Дели во время правления предшественника Ала ад-Дина Джалал ад-Дина (1290—1296). Туглак Нама ничего не упоминает о прибытии Туглука в Индию из чужой страны, подразумевая таким образом, что Туглак родился в Индии.
Малик Туглак начал свою карьеру в качестве слуги на службе у купца, где он служил сторожем лошадей, прежде чем поступить на службу к династии Хильджи.

## Служба дому Хильджи
По данным Хосрова Туглак Нама, Туглак провел значительное время на поиск работы в Дели, прежде чем он присоединился к султанской гвардии Джалал ад-Дина Хильджи. Хосров сообщал, что Туглак впервые проявил себя в начале 1290-годах, во время осады Рантхамбора, находясь в составе делийской армии под командованием Улуг-хана.
В правление Ала да-Дина Туглук получил известность. Он поступил на службу к Хильджи в качестве личного слуги брата Ала ад-Дина Улуг-хана. В битве при Амрохе (1305 год), в которой армия Хильджи разгромила монгольские войска из Чагатайского ханства, Туглак был в числе главных подчиненных генерала Малика Наяка. Во время монгольского нашествия 1306 года Малик Туглак возглавил авангард армии Хильджи, которой командовал генерал Малик Кафур, и разгромил захватчиков.
Султан Ала ад-Дин назначил Туглака губернатором Мултана, а затем Дипалпура в современном Пакистане. Эти провинции были расположены в пограничном районе Делийского султаната и включали в себя маршруты, используемые монгольскими захватчиками. Тот факт, что Ала ад-Дин доверял Туглаку такие сложные задания, говорит о том, что Туглак, должно быть, приобрел хорошую военную репутацию к этому времени.
Хусров утверждает, что Туглак побеждал монголов 18 раз, а Зия-уд-дин Барани в своем Тарих-и Фируз Шахи называет число 20. Рихла Ибн Батуты упоминает надпись в мечети Джума Мултана, в которой записано 29 побед Туглака над татарами (тюрко-монголами). Ни один из авторов не приводит списка побед Туглака над монголами, но эти победы, вероятно, включали успехи в пограничных стычках.
После смерти султана Ала ад-Дина в 1316 году Малик Кафур некоторое время контролировал администрацию султаната, а младший сын Ала ад-Дина Шихаб ад-Дин Умар-хан был марионеточным правителем. Нет никаких свидетельств о том, что Туглак противостоял Кафуру в этот период. Кафур послал Айн аль-Мульк Мултани подавить восстание в Гуджарате, но вскоре был убит, когда Мултани находился в Читторе на пути в Гуджарат. Старший сын Ала ад-Дина Кутб ад-Дин Мубарак-шах затем он взял управление в свои руки и послал Туглака в Читтор с посланием, в котором просил Мултани продолжать свой поход в Гуджарат. Мултани приветствовал Туглака в Читторе, но отказался продолжать поход, так как его офицеры не видели нового султана лично. Затем Туглак вернулся в Дели и посоветовал Мубарак-шаху послать фирманы (королевские мандаты), подтверждающие его положение, офицерам Мултани. Новый султан согласился, и в результате войска Мултани возобновили свой поход на Гуджарат. Туглук сопровождал эти силы, хотя Мултани сохранил свое верховное командование.

## Восхождение к власти
В июле 1320 года Мубарак-шах был убит в результате заговора его генерала-индуса Хусроу-хана, который стал правителем Дели. Туглак был одним из губернаторов, который отказался признать Хусроу-хана новым султаном. Однако он не предпринял никаких действий против Хусроу-хана, потому что силы, которыми он командовал в Дипалпуре, были недостаточно сильны, чтобы справиться с султанской армией в Дели.
Сын Туглака Фахруддин Джауна (впоследствии взошедший на престол под именем Мухаммада ибн Туглака), занимавший высокий пост в Дели, взял на себя инициативу свергнуть Хусроу-хана. Он созвал тайное собрание своих друзей в Дели, а затем послал своего гонца Али Ягди в Дипалпур, прося у своего отца помощи в этом деле. В ответ Туглак попросил его приехать в Дипалпур вместе с сыном губернатора Уча Бахрама Айбой, который также был противником Хусроу-хана. Поэтому Фахруддин и его спутники, среди которых было несколько рабов и слуг, однажды днем выехали на лошадях из Дели в Дипалпур. Туглак послал своего офицера Мухаммада Сартия взять под контроль крепость Сирса на маршруте Дели-Дипалпур, чтобы обеспечить безопасный проход для своего сына. Когда Хусроу-хан узнал о заговоре, он послал своего военного министра Шайста-хана в погоню за Фахруддином, но Шайста-хан не смог поймать мятежников.
В Дипалпуре Туглак и его сын обсудили ситуацию и решили начать борьбу против Хусроу-хана. Туглак заявил, что он хочет свергнуть Хусроу-хана ради «славы ислама», потому что он был верен семье Ала ад-Дина и потому что он хотел наказать преступников в Дели.
Малик Туглак направил идентичные письма пяти соседним губернаторам, прося их поддержки:
- Бахрам, губернатор Учча, присоединился к восстанию Туглака и оказал ему военную поддержку.
- Муглати, правитель Мултана, отказался восстать против нового султана. Столкнувшись лицом к лицу с мятежом в своем войске, Муглати попытался бежать, но упал в канал, построенный во время губернаторства Туглака в Мултане. Он был обезглавлен сыном Бахрама Сираджа, но армия Мултана не присоединилась к войскам Туглака против султана.
- Малик Як Лакхи, губернатор Саманы, не только отказался присоединиться к Туглаку, но и послал свое письмо Хусроу-хану, а сам выступил против него в Дипалпур. Як Лакхи был первоначально индусским рабом и, возможно, пользовался благосклонностью Хусроук-хана, что может объяснить его действия. После того как войска Туглака отразили его вторжение в Дипалпур, он отступил к Самане. Он планировал присоединиться к султану в Дели, но был убит разгневанными горожанами прежде, чем он смог это сделать[13].
- Мухаммад Шах Лур, губернатор Синда, столкнулся с восстанием своих офицеров, когда он получил письмо Туглака. Позже он договорился со своими офицерами и согласился поддержать Туглака, но прибыл в Дели только после того, как Туглак взошел на султанский трон[13]. Позже Туглак назначил его губернатором Аджмера[14].
- Хушанг-Шах, правитель Джалора и сын Камаль ад-Дина Гурга, также обещал поддержать Туглака. Однако он сознательно достиг Дели только после того, как битва между войсками Туглака и Хусроу-хана была закончена. Туглак оставил его правителем Джалора[14].

Малик Туглак послал еще одно письмо Айну аль-Мульку Мултани, который к этому времени уже стал визирем. Мултани был окружен людьми Хусроу-хана, когда он получил письмо, поэтому он отнес письмо султану и выразил свою лояльность. Однако, когда Туглак послал ему второе послание, он выразил сочувствие его делу. Мултани заявил, что он окружен союзниками Хусроу и поэтому не примет чью-либо сторону в предстоящей битве. Он сказал Туглаку, что отступит, как только войска Туглака приблизятся к Дели, и что Туглак может выбрать, оставить его или убить, когда станет султаном.
Тем временем в Дели, чтобы предотвратить дальнейшие заговоры, Хусроу-хан посоветовался со своими советниками и приказал убить трех сыновей Ала ад-Дина Хильджи — Бахауддина, Али и Усмана, которые ранее были ослеплены и заключены в тюрьму.
Армия Туглака разгромила войска Хусроу-хана в битвах при Сарасвати и битве при Лахравате. Хусроу-хан бежал с поля боя, но через несколько дней был схвачен и убит. Туглак был провозглашен новым правителем 6 сентября 1320 года.

## Правление

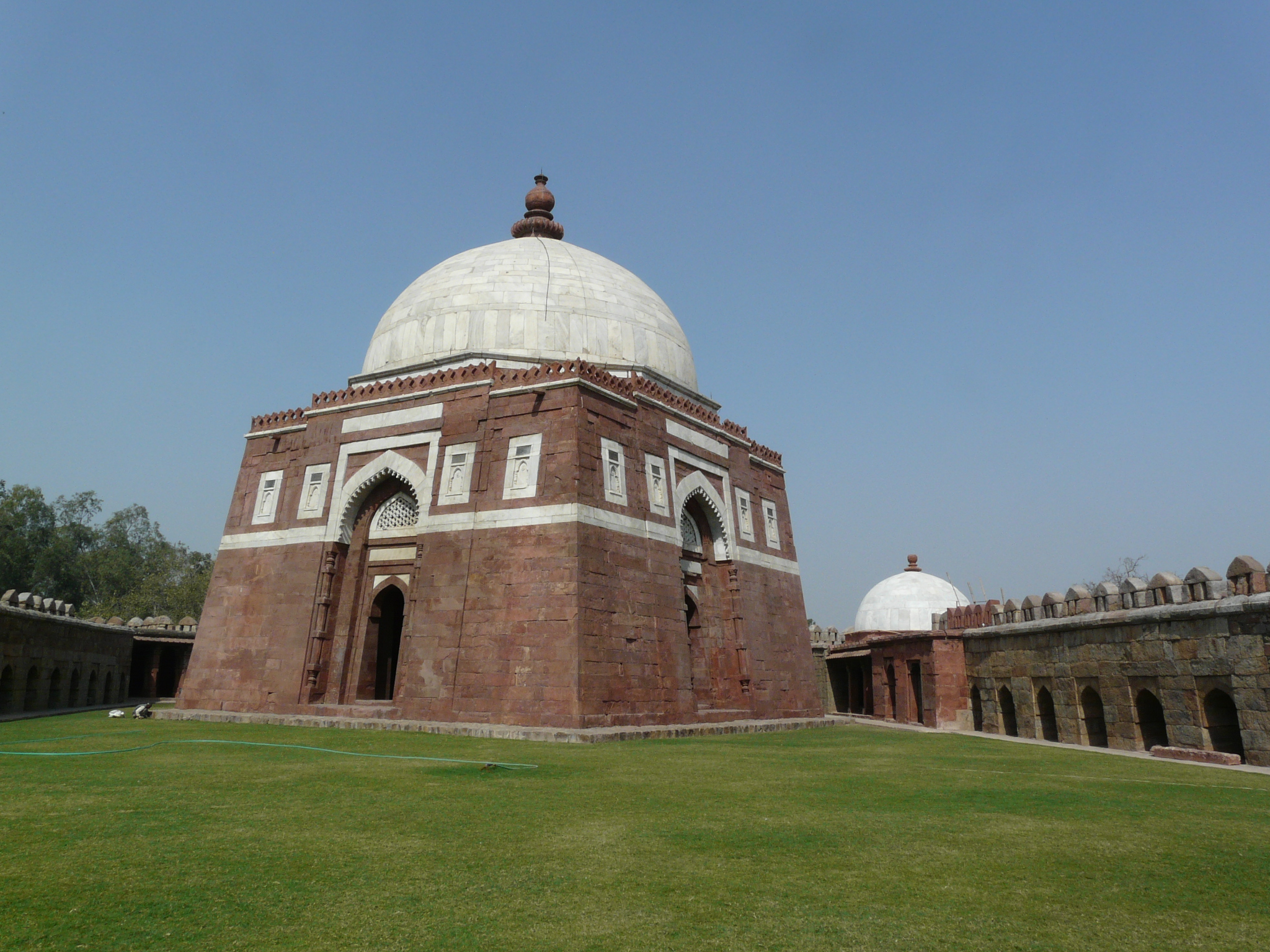
Гробница Гийас ад-дина Туглак-шаха в Дели

Туглак основал династию Туглакидов и правил Делийским султанатом с 1320 по 1325 год. Политика Туглака была суровой по отношению к монголам. Он убил посланцев ильхана Олджейту и жестоко наказал пленных монголов. Он участвовал в различных походах против монголов, разгромив их в 1305 году в битве при Амрохе. Когда Туглак двинулся из Мултана в Дели, племя Суомро восстало и захватило Татту в Синде. Туглук назначил Таджуддина Малика губернатором Мултана, а Хваджа Хатира — губернатором Бхаккара и оставил Малика Али Шера во главе Сехвана.
В 1323 году Туглак послал своего сына Улуг-хана (впоследствии Мухаммада ибн Туглака) в экспедицию в столицу Какатии Варангал. Последовавшая за этим осада Варангала привела к аннексии Варангала и ликвидации династии Какатия.
В 1323 году Туглак назначил своего сына Мухаммад-шаха своим наследником и преемником и взял письменное обещание или согласие на соглашение от министров и знати государства.
Он также начал строительство форта Туглакабад.
Во время своего правления Туглак построил стабильную администрацию, в которой доминировали Мултани, что отражает его родную базу власти в Дипалпуре и Пенджабе, а также средства, которые он использовал для захвата власти.

## Смерть
В 1324 году Туглак обратил свое внимание на Бенгалию, в настоящее время находящуюся в разгаре гражданской войны. После победы он посадил Насир-уд-дина на трон Западной Бенгалии в качестве вассального государства, а Восточная Бенгалия была аннексирована. На обратном пути в Дели он сражался с Тирхутом (Северный Бихар). В Афганпуре в феврале 1325 года деревянный павильон, используемый для его приема, рухнул, убив его и его второго сына, принца Махмуд-хана. Путешественник Ибн Батута утверждал, что это был заговор, задуманный его визирем Джауна-ханом (Хваджа-Джаханом).